# National Hockey League 1947/1948
National Hockey League 1947/1948 var den 31:a säsongen av NHL. 6 lag spelade 60 matcher i grundserien innan Stanley Cup inleddes den 24 mars 1948. Stanley Cup vanns av Toronto Maple Leafs som tog sin 7:e titel, efter finalseger mot Detroit Red Wings med 4-0 i matcher.
Ett par underliga saker inträffade denna säsongen: 
- Nämligen att Chicago Black Hawks kom sist i grundserien men ändå gjorde flest mål av alla sex lagen i ligan.
- Gaye Stewart spelade 61 matcher under grundserien, trots att säsongen bara hade 60 matcher. Ett klubbyte mitt under säsongen mellan Toronto och Chicago gjorde dock detta möjligt.

## Grundserien
| Nr | Lag                 | S  | V  | O  | F  | GM  | IM  | MS  | P  |
| -- | ------------------- | -- | -- | -- | -- | --- | --- | --- | -- |
| 1  | Toronto Maple Leafs | 60 | 32 | 13 | 15 | 182 | 143 | +39 | 77 |
| 2  | Detroit Red Wings   | 60 | 30 | 12 | 18 | 187 | 148 | +39 | 72 |
| 3  | Boston Bruins       | 60 | 23 | 13 | 24 | 167 | 168 | −1  | 59 |
| 4  | New York Rangers    | 60 | 21 | 13 | 26 | 176 | 201 | −25 | 55 |
| 5  | Montreal Canadiens  | 60 | 20 | 11 | 29 | 147 | 169 | −22 | 51 |
| 6  | Chicago Black Hawks | 60 | 20 | 6  | 34 | 195 | 225 | −30 | 46 |

## Poängligan 1947/1948
Not: SM = Spelade matcher, M = Mål, A = Assists, Pts = Poäng
| Spelare         | Lag                                       | SM | M  | A  | Pts |
| --------------- | ----------------------------------------- | -- | -- | -- | --- |
| Elmer Lach      | Montreal Canadiens                        | 60 | 30 | 31 | 61  |
| Buddy O'Connor  | New York Rangers                          | 60 | 24 | 36 | 60  |
| Doug Bentley    | Chicago Black Hawks                       | 60 | 20 | 37 | 57  |
| Gaye Stewart    | Toronto Maple Leafs / Chicago Black Hawks | 61 | 27 | 29 | 56  |
| Max Bentley     | Chicago Black Hawks / Toronto Maple Leafs | 59 | 26 | 28 | 54  |
| Bud Poile       | Toronto Maple Leafs / Chicago Black Hawks | 58 | 25 | 29 | 54  |
| Maurice Richard | Montreal Canadiens                        | 53 | 28 | 25 | 53  |
| Syl Apps        | Toronto Maple Leafs                       | 55 | 26 | 27 | 53  |
| Ted Lindsay     | Detroit Red Wings                         | 60 | 33 | 19 | 52  |
| Roy Conacher    | Chicago Black Hawks                       | 52 | 22 | 27 | 49  |

## Slutspelet 1948
4 lag gjorde upp om Stanley Cup-pokalen, matchserierna avgjordes i bäst av sju matcher.
Semifinaler
Toronto Maple Leafs vs. Boston Bruins
| Datum   | Hemma               | Mål | Borta               | Mål | Not      |
| ------- | ------------------- | --- | ------------------- | --- | -------- |
| 24 mars | Toronto Maple Leafs | 5   | Boston Bruins       | 4   | SD 17.03 |
| 27 mars | Toronto Maple Leafs | 5   | Boston Bruins       | 3   |          |
| 30 mars | Boston Bruins       | 1   | Toronto Maple Leafs | 5   |          |
| 1 april | Boston Bruins       | 3   | Toronto Maple Leafs | 2   |          |
| 3 april | Toronto Maple Leafs | 3   | Boston Bruins       | 2   |          |

Toronto Maple Leafs vann semifinalserien med 4-1 i matcher
Detroit Red Wings vs. New York Rangers
| Datum   | Hemma             | Mål | Borta             | Mål | Not |
| ------- | ----------------- | --- | ----------------- | --- | --- |
| 24 mars | Detroit Red Wings | 2   | New York Rangers  | 1   |     |
| 26 mars | Detroit Red Wings | 5   | New York Rangers  | 2   |     |
| 28 mars | New York Rangers  | 3   | Detroit Red Wings | 2   |     |
| 30 mars | New York Rangers  | 3   | Detroit Red Wings | 1   |     |
| 1 april | Detroit Red Wings | 3   | New York Rangers  | 1   |     |
| 4 april | New York Rangers  | 2   | Detroit Red Wings | 4   |     |

Detroit Red Wings vann semifinalserien med 4-2 i matcher

## Stanley Cup-final
Toronto Maple Leafs vs. Detroit Red Wings
| Datum    | Hemma               | Mål | Borta               | Mål | Spelplats                   | Not |
| -------- | ------------------- | --- | ------------------- | --- | --------------------------- | --- |
| 7 april  | Toronto Maple Leafs | 5   | Detroit Red Wings   | 3   | Maple Leaf Gardens, Toronto |     |
| 10 april | Toronto Maple Leafs | 4   | Detroit Red Wings   | 2   | Maple Leaf Gardens, Toronto |     |
| 11 april | Detroit Red Wings   | 0   | Toronto Maple Leafs | 2   | Detroit Olympia, Detroit    |     |
| 14 april | Detroit Red Wings   | 2   | Toronto Maple Leafs | 7   | Detroit Olympia, Detroit    |     |

Toronto Maple Leafs vann finalserien med 4-0 i matcher

## NHL awards
| 1947–48 NHL awards         | 1947–48 NHL awards              |
| -------------------------- | ------------------------------- |
| O'Brien Trophy:            | Detroit Red Wings               |
| Prince of Wales Trophy:    | Toronto Maple Leafs             |
| Art Ross Memorial Trophy:  | Elmer Lach, Montreal Canadiens  |
| Calder Memorial Trophy:    | Jim McFadden, Detroit Red Wings |
| Hart Memorial Trophy:      | Bud O'Connor, New York Rangers  |
| Lady Byng Memorial Trophy: | Bud O'Connor, New York Rangers  |
| Vezina Trophy:             | Turk Broda, Toronto Maple Leafs |

## All-Star
| Första                              | Position | Andra                             |
| ----------------------------------- | -------- | --------------------------------- |
| Turk Broda, Toronto Maple Leafs     | M        | Frank Brimsek, Boston Bruins      |
| Bill Quackenbush, Detroit Red Wings | B        | Ken Reardon, Montreal Canadiens   |
| Jack Stewart, Detroit Red Wings     | B        | Neil Colville, New York Rangers   |
| Elmer Lach, Montreal Canadiens      | C        | Buddy O'Connor, New York Rangers  |
| Maurice Richard, Montreal Canadiens | HF       | Bud Poile, Chicago Black Hawks    |
| Ted Lindsay, Detroit Red Wings      | VF       | Gaye Stewart, Chicago Black Hawks |